# Classe Olympic (portacontainer)
La classe Olympic è una serie di 6 navi portacontainer costruite dalla sudcoreana Daewoo Shipbuilding & Marine Engineering per la società italo-svizzera Mediterranean Shipping Company (MSC) tra il 2014 e il 2015. La capacità teorica massima delle navi, compresa superiore alle 19 000 unità equivalenti a venti piedi (TEU), le inserisce tra le più grandi navi portacontainer del mondo.

## Storia
La serie, che inizialmente era destinata a contare solo tre navi, è stata commissionata ai cantieri della Daewoo dalla Hong Kong Asset Management nel luglio 2013; in seguito, il contratto di costruzione è stato assunto dalla China's Bank of Communications Financial Leasing.
Le navi, realizzate tra il 2014 e il 2015, sono state poi date in noleggio o vendute alla Mediterranean Shipping Company (MSC), che le gestisce tutte quante e che le ha destinate al servizio di linea tra Europa e Asia orientale.
La prima nave della serie, completata nel dicembre 2014 e battezzata come MSC Oscar l'8 gennaio 2015,  al momento della sua realizzazione era la nave portacontainer più grande del mondo, grazie a una capacità di 19 224 TEU che le aveva permesso di superare la CSCL Globe, avente una capacità di 19 100 TEU. L'ultima nave della classe Olympic, battezza MSC Clara, è stata consegnata l'11 novembre 2015; tutte quante hanno dimensioni tali da poter essere definite Malaccamax.

## Caratteristiche
Le navi della classe Olympic hanno un castelletto posto più avanti rispetto alla maggior parte delle navi portacontainer convenzionali, il che consente una migliore visuale e quindi la possibilità di avere un più alto carico sul ponte anteriore. Ogni nave è poi dotata di serbatoi realizzati nel rispetto della Convenzione internazionale per la prevenzione dell'inquinamento causato da navi (Marpol 73/78).
Le navi furono inizialmente progettate per avere una capacità di 18 400 TEU, poi aumentata durante il completamento della costruzione a un totale 19 224 TEU, compresa la capacità di trasporto di 1 800 container refrigerati. Data la portata lorda delle navi, un carico completo può essere effettuato solo ammettendo un peso medio dei container non superiore alle 10,2 tonnellate; considerando però un container pesa in media 14 tonnellate, la capacità reale delle navi scende a 14 000 TEU.
Le navi della classe Olympic sono spinte da un motore diesel MAN Diesel 11S90ME-C a due tempi, che mette in moto un'elica a passo fisso. In aggiunta a questo, la nave è dotata di quattro generatori diesel ausiliari MAN Diesel per l'alimentazione di bordo. Per facilitare le manovre nei porti, le navi hanno poi due propulsori di prua e due eliche di manovra.

## Incidenti e inconvenienti
All'inizio di gennaio 2019, mentre si trovava nel Mare del Nord durante il suo viaggio dal Portogallo a Bremerhaven, la MSC Zoe si è trovata nel mezzo della tempesta Alfrida e ha perso centinaia di container. Inizialmente è stata segnalata la perdita di 291 contenitori, di cui due o tre contenenti merci pericolose, come perossido di benzoile o batterie al litio. Il 6 febbraio 2019, MSC ha rettificato il numero di container persi, aumentando la quantità a 345. Il rapporto investigativo realizzato congiuntamente nel dicembre 2019 dal Federal Maritime Accident Investigation Office e dal Dutch Safety Board menziona 342 contenitori. Delle centinaia di container caduti in mare, la maggior parte fu recuperata, compreso uno dei container contenenti merci pericolose, grazie al fatto che molti dei container andarono alla deriva fino ad arenarsi sulle coste delle Isole Frisone Occidentali e Orientali e che furono utilizzate speciali navi per recuperare quelli affondati.
Dopo l'incidente, la causa della caduta dei container dalla nave fu individuata nella poca resistenza alle sollecitazioni verticali dei twistlock usati per impilare i container, i quali erano stati progettati per resistere invece a forti sollecitazioni orizzontali, senza considerare che, durante una tempesta, le onde che si sarebbero infrante contro la poppa piatta della Zoe avrebbero causato anche forti oscillazioni verticali della nave. Dato che tutte le moderne navi portacontainer sono realizzate con una poppa piatta, i vari progetti furono quindi modificati prevedendo l'inserimento di aste di ferro lungo il perimetro dello scafo al fine di fissare le singole torri di container.

## Elenco delle unità
| Nome       | Costruzione n. | Numero IMO | Consegna         | Stato       | Note | Fonti |
| ---------- | -------------- | ---------- | ---------------- | ----------- | ---- | ----- |
| MSC Oscar  | 4277           | 9703291    | 29 dicembre 2014 | In servizio |      | [ 4 ] |
| MSC Oliver | 4278           | 9703306    | 30 marzo 2015    | In servizio |      | [ 5 ] |
| MSC Zoe    | 4279           | 9703318    | 24 giugno 2015   | In servizio |      | [ 6 ] |
| MSC Maya   | 4280           | 9708679    | 19 agosto 2015   | In servizio |      | [ 7 ] |
| MSC Sveva  | 4281           | 9708681    | 22 ottobre 2015  | In servizio |      | [ 8 ] |
| MSC Clara  | 4282           | 9708693    | 11 novembre 2015 | In servizio |      | [ 9 ] |